# Canton de Limoges-4
Le canton de Limoges-4 est une circonscription électorale française située dans le département de la Haute-Vienne et la région Nouvelle-Aquitaine.

## Histoire

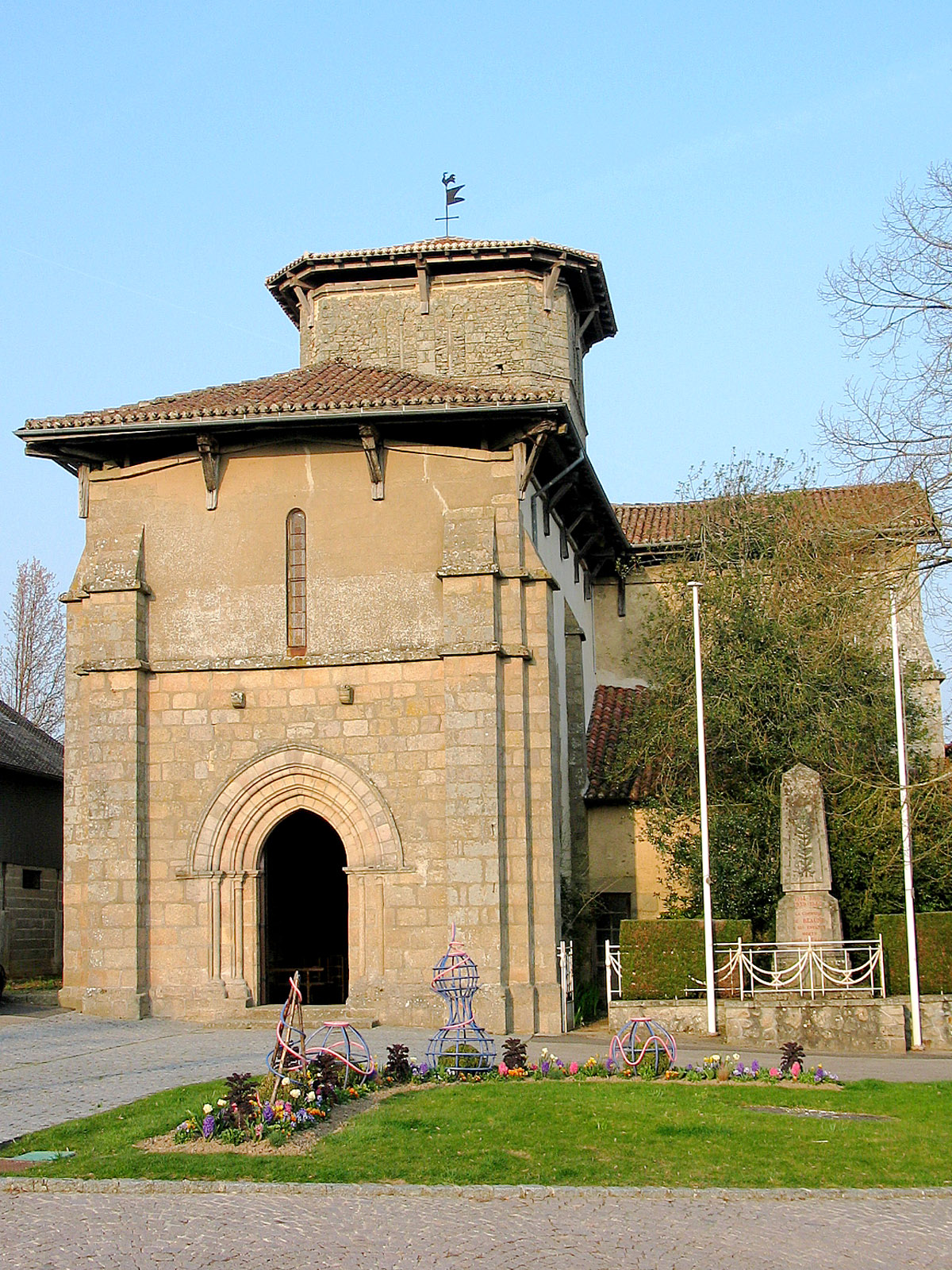
L'église de Beaune-les-Mines.

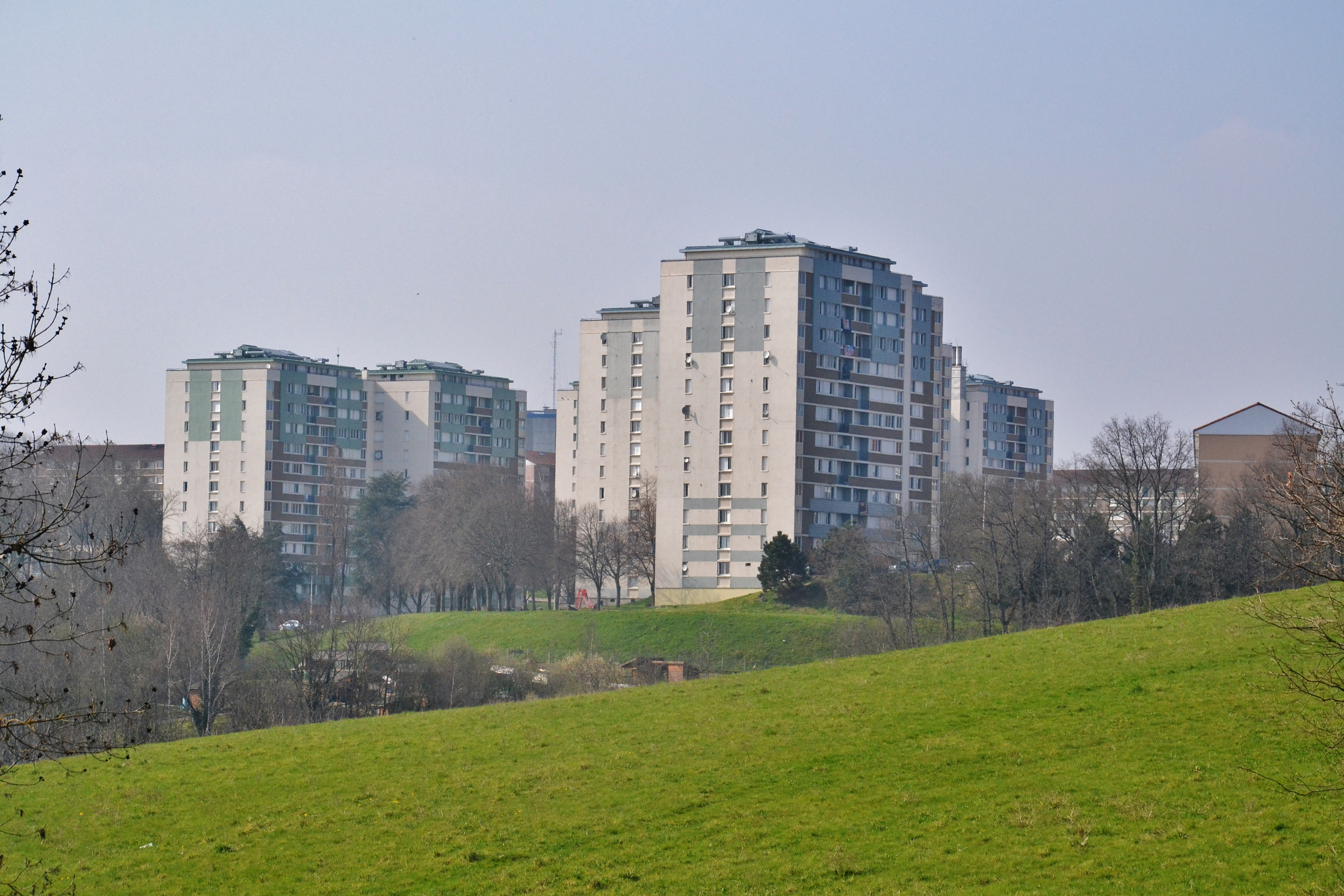
La cité de la Bastide.

Un nouveau découpage territorial de la Haute-Vienne entre en vigueur à l'occasion des élections départementales de mars 2015, défini par le décret du 13 février 2014, en application des lois du 17 mai 2013 (loi organique 2013-402 et loi 2013-403). Les conseillers départementaux sont, à compter de ces élections, élus au scrutin majoritaire binominal mixte. Les électeurs de chaque canton élisent au Conseil départemental, nouvelle appellation du Conseil général, deux membres de sexe différent, qui se présentent en binôme de candidats. Les conseillers départementaux sont élus pour 6 ans au scrutin binominal majoritaire à deux tours, l'accès au second tour nécessitant 12,5 % des inscrits au 1er tour. En outre la totalité des conseillers départementaux est renouvelée. Ce nouveau mode de scrutin nécessite un redécoupage des cantons dont le nombre est divisé par deux avec arrondi à l'unité impaire supérieure si ce nombre n'est pas entier impair, assorti de conditions de seuils minimaux. En Haute-Vienne, le nombre de cantons passe ainsi de 42 à 21.
Le canton de Limoges-4 est formé de fractions de la commune de Limoges issues des anciens cantons de Limoges-Vigenal et de Limoges-La Bastide.
Le canton est entièrement inclus dans l'arrondissement de Limoges. Le bureau centralisateur est situé à Limoges.

## Représentation
| Période élective | Période élective | Mandat | Mandat   | Identité         | Nuance | Nuance | Qualité |
| ---------------- | ---------------- | ------ | -------- | ---------------- | ------ | ------ | --- |
| 2015             | 2021             | 2015   | 2021     | Marlène Laloge   |        | PS     | Chargée de développement à la Caisse des Dépôts, Limoges |
| 2015             | 2021             | 2015   | 2021     | Pierre Lefort    |        | MR     | Responsable formation à l'IUT de Limoges Ancien adjoint au maire de Limoges (1995-2014) Ancien conseiller municipal de Limoges (1983-2014) Ancien conseiller général du Canton de Limoges-Vigenal (1998-2015) |
| 2021             | 2028             | 2021   | en cours | Marlène Laloge   |        | PS     | Chargée de développement à la Caisse des Dépôts retraitée |
| 2021             | 2028             | 2021   | en cours | Pascal Pironneau |        | PCF    | Infirmier au service cancérologie du CHU de Limoges |

### Résultats détaillés

#### Élections de mars 2015
À l'issue du 1er tour des élections départementales de 2015, deux binômes sont en ballottage : Marlène Laloge et Pierre Lefort (PS, 30,43 %) et Vincent Gerard et Christine Marty (FN, 28,66 %). Le taux de participation est de 50,77 % (5 140 votants sur 10 124 inscrits) contre 57,81 % au niveau départemental et 50,17 % au niveau national.
Au second tour, Marlène Laloge et Pierre Lefort (PS) sont élus avec 60,11 % des suffrages exprimés et un taux de participation de 51,08 % (2 737 voix pour 5 171 votants et 10 124 inscrits).
Pierre Lefort a été exclu du groupe socialiste et apparentés au Conseil départemental.
Il est maintenant trésorier-adjoint du Parti radical de Haute-Vienne.

#### Élections de juin 2021
Le premier tour des élections départementales de 2021 est marqué par un très faible taux de participation (33,26 % au niveau national). Dans le canton de Limoges-4, ce taux de participation est de 26,9 % (2 600 votants sur 9 667 inscrits) contre 37,25 % au niveau départemental. À l'issue de ce premier tour, deux binômes sont en ballottage : Marlène Laloge et Pascal Pironneau (Union à gauche, 32,69 %) et Christiane Gédoux et Cyril Louic (RN, 28,38 %).
Le second tour des élections est marqué une nouvelle fois par une abstention massive équivalente au premier tour. Les taux de participation sont de 34,36 % au niveau national, 38,38 % dans le département et 28,9 % dans le canton de Limoges-4. Marlène Laloge et Pascal Pironneau (Union à gauche) sont élus avec 63,35 % des suffrages exprimés (1 594 voix pour 2 795 votants et 9 672 inscrits),,.

## Composition
| Nom                             | Code Insee | Intercommunalité     | Superficie (km2) | Population (dernière pop. légale)                 | Densité (hab./km2) | Modifier                                    |
| ------------------------------- | ---------- | -------------------- | ---------------- | ------------------------------------------------- | ------------------ | ------------------------------------------- |
| Limoges (bureau centralisateur) | 87085      | CU Limoges Métropole | 78,03            | Fraction : 15 913 (2022) Commune : 129 754 (2022) | 1 663              | modifier les données · modifier les données |
| Canton de Limoges-4             | 8711       |                      |                  | 15 913 (2022)                                     |                    | modifier les données                        |

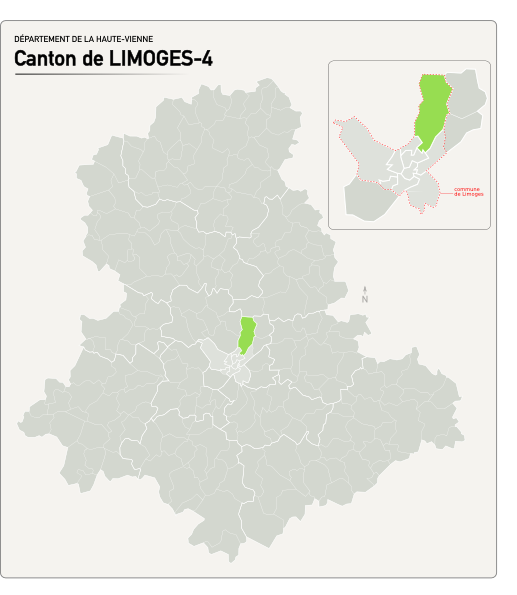
Situation du canton de Limoges-4 dans le département de la Haute-Vienne depuis 2015.

Le canton de Limoges-4 comprend la partie de la commune de Limoges située au nord d'une ligne définie par l'axe des voies et limites suivantes : depuis la limite territoriale de la commune de Couzeix, cours de l'Aurence, allée du Moulin-Pinard, rue Arthur-Groussier, boulevard Robert-Schuman, rue Degas, rue Alain, rue René-Péchieras, rue Gustave-Courbet, rue Horace-Vernet, rue Camille-Corot, rue Detaille, ligne de chemin de fer, autoroute A 20, ligne de chemin de fer, rue Georges-Fourest, rue Aristide-Briand, rue de Fougeras, jusqu'à la limite territoriale de la commune du Palais-sur-Vienne.
Il comprend les quartiers de Beaubreuil, de la cité de la Bastide et de Beaune-les-Mines.

## Démographie
En 2022, le canton comptait 15 913 habitants, en évolution de −5,5 % par rapport à 2016 (Haute-Vienne : −0,68 %, France hors Mayotte : +2,11 %).
| 2013   | 2018   | 2022   |
| ------ | ------ | ------ |
| 17 616 | 16 175 | 15 913 |